# Oreochromis shiranus
Oreochromis shiranus är en fiskart som beskrevs av Boulenger, 1897. Oreochromis shiranus ingår i släktet Oreochromis och familjen Cichlidae.

## Underarter
Arten delas in i följande underarter:
- O. s. chilwae
- O. s. shiranus